# Euprosopia squamifera
Euprosopia squamifera är en tvåvingeart som beskrevs av de Meijere 1913. Euprosopia squamifera ingår i släktet Euprosopia och familjen bredmunsflugor. Inga underarter finns listade i Catalogue of Life.